# Kostel svatého Diviše (Horní Lhota)
Kostel svatého Diviše je barokní farní kostel, který stojí v obci Horní Lhota v okrese Zlín. Je kulturní památkou České republiky. Kostel náleží pod římskokatolickou farnost Horní Lhota, děkanát Valašské Klobouky, Arcidiecéze olomoucká.

## Historie
Farní kostel svatého Diviše stojí ve svahu nad středem obce Horní Lhotě. Byl postaven kolem roku 1700 na místě původního dřevěného kostelíku z 15. století. Kostel byl několikrát přestavován hlavně v 19. století (1808 a 1857–1872). Kolem kostela je hřbitov ohrazen ohradní zdí. 

## Popis
Kostel je samostatně stojící jednolodní zděná omítaná orientovaná stavba postavena na půdorysu obdélníku s trojbokým závěrem, s hranolovou věží u západního průčelí a sakristií na severní straně. Fasády jsou hladké. Jižní fasáda je prolomena třemi okenními osami, okna mají segmentové záklenky, pravoúhlý portál bočního vchodu má pískovcové ostění s vytaženými rohy s kapkami. Severní fasáda má jedno okno se segmentovým záklenkem a obdélná sakristie má jedno pravoúhlé okno. V závěru je jedno okno se segmentovým záklenkem. 
V ose západního průčelí je přistavěna hranolová věž s přístavkem na pravé straně, jímž vede vchod ke schodům věže. V ose věže je hlavní vstup do kostela s pravoúhlým pískovcovým portálem s vytaženými rohy s kapkami. Nad vchodem je návojová římsa a pod ní v nadpraží je vyryt letopočet: 1746. Korunní římsa na věži přechází v kordonovou římsu, která vodorovně člení věž, nad a pod ní je pravoúhlé okno. Ve zvonovém patře jsou v průčelí a bočních stranách velká zvonová okna v šambráně s půlkruhovým záklenkem, klenákem a návojovou parapetní římsou. Věž je zastřešena oplechovanou bání s makovicí a křížem. Loď má sedlovou střechu a nad kněžištěm je valbová střecha se sanktusníkem.

### Interiér
Podvěží má valenou klenbu s výsečemi. Valená klenba výsečemi v lodi dosedá klenebními patkami na přízední polopilíře s římsovými hlavicemi. V kněžišti se výseče valené klenby dotýkají a jsou uzavřeny lunetami. Klenba nasedá na pilastry. Sakristie je zaklenuta plackou. Kruchta, která je podklenuta širokým obloukem, po stranách přechází do přízedních oratoří nesenými toskánskými sloupy.
Ve věži jsou zavěšeny dva zvony. Velký zvon z roku 1746 zdobí reliéf svatého Diviše. Druhý menší zvon byl zavěšen v roce 1827.
Oltářní obraz žehnajícího svatého Diviše původně pocházel z velehradského kláštera. Při převozu byl vážně poškozen. Malíř Joža Uprka v roce 1902 podle původního obrazu namaloval nový, který je zavěšen nad menzou hlavního oltáře.

### Varhany
V roce 1908 byly v kostele varhany o osmi rejstřících. V roce 1928 instalovány nové varhany o jednom manuálu a deseti rejstřících od varhanáře Jaroslava Juříka z Uherského Brodu. Traktura byla pneumatická, vzdušnice kuželková. 
| Dispozice:                                                                               | Dispozice:                   |
| ---------------------------------------------------------------------------------------- | ---------------------------- |
| Manuál:                                                                                  | Pedál:                       |
| 1. Principál 8´ 2. Bordon 8´ 3. Vox coelestis 8´ 4. Aeolina 8´ 5. Oktáva 4´ 6. Dublet 2´ | 1. Subbas 16' 2. Cellobas 8´ |
| zdroj:                                                                                   |                              |

V roce 2006 provedl prostějovský varhanář Vladimír Grygar generální opravu varhan. Po opravě mají varhany elektropneumatickou i rejstříkovou trakturu a deset rejstříků. Rozsah manuálu C-g3, pedálu C-d1 (27 znějících tónů).
| Dispozice: | Dispozice:                   | Dispozice:                                                                                 |
| --- | ---------------------------- | ------------------------------------------------------------------------------------------ |
| Manuál: | Pedál:                       |                                                                                            |
| 1. Principál 8´ 2. Bourdon 8´ 3. Gamba 8´ 4. Vox coelestis 8´ 5. Oktáva 4´ 6. Kryt 4´ 7. Superoktáva 2´ 8. Mixtura 1´ | 1. Subbas 16' 2. Cellobas 8´ | Spojky: M/P (piston) Pevné kombinace:Piano, Mezzoforte, Forte, Pleno+ vypínač pod manuálem |
| zdroj: |                              | Pomocné zařízení: Tremolo (piston)                                                         |